# Robert C. Tucker
Robert Charles Tucker,(Kansas City, Missouri, el 29 de mayo de 1918 – fallecido el 29 de julio de 2010) en Princeton, New Jersey (Estados Unidos) a los 92 años, fue un politólogo estadounidense especialista de la URSS, profesor en la Universidad de Princeton. 

## Biografía
Robert C. Tucker es principalmente conocido por su biografía de Stalin en dos tomos (Stalin as revolutionary y Stalin in power).

## Publicaciones
- (en inglés) Philosophy and Myth in Karl Marx, 1961.
- (en inglés) The Soviet Political Mind : Studies in Stalinism and Post-Stalin Change, 1963.
- (en inglés) The Marxian Revolutionary Idea, New York, W. W. Norton & Co, 1969.
- (en inglés) Stalin as Revolutionary, 1973.
- (en inglés) (éd.), The Marx-Engels Reader, W. W. Norton & Company, 1978, 788 p.
- (en inglés) (éd.), The Lenin Anthology, W. W. Norton & Company, 1980, 764 p.
- (en inglés) (éd.), Stalinism : Essays in Historical Interpretation, Princeton University Press, 1977.
- (en inglés) Politics as Leadership, 1995, 192 p. (1.ª edición: University of Missouri Press, 1981).
- (en inglés) Political Culture and Leadership in Soviet Russia : From Lenin to Gorbachev, W. W. Norton & Company, 1987, 214 p.
- (en inglés) Stalin in Power : The Revolution from Above, 1928-1941, New York, W. W. Norton & Company, 1990, 728 p.
- (en inglés) Patterns in Post-Soviet Leadership, avec Timothy J. J. Colton (éd.), Boulder, Westview Press, 1995, 258 p.